# Muisgrijze kniptor
De muisgrijze kniptor (Agrypnus murinus) is een keversoort uit de familie van de kniptorren (Elateridae). De wetenschappelijke naam van de soort werd gepubliceerd in 1758 door Carl Linnaeus in de tiende editie van Systema naturae.

## Beschrijving

### Larve
De donkerbruine larven van de muisgrijze kniptor, ritnaalden genoemd, ontwikkelen zich in de bodem, waar ze zich voeden met plantwortels, wormen en larven van andere insecten. Ze worden door agrariërs als een bedreiging ervaren omdat ze veel schade toebrengen aan hun gewassen. De larve ontpopt zich in van eind april tot begin mei, aanmerkelijk eerder dan de meeste keversoorten.

### Kever
De volwassen kever heeft een gemiddelde lengte van 13 millimeter en kan variëren van 10 tot 17 millimeter. Net als alle kniptorren is deze soort in staat om liggend op de rug omhoog te springen, waarbij de dekschilden een klikgeluid maken. Dit zal de kever net zo lang herhalen tot hij op zijn poten landt. Deze techniek gebruikt de kever ook om vijanden af te schrikken. Kniptorren kunnen niet vliegen vanaf de grond, daarvoor klimmen ze eerst naar een hoger punt alvorens ze de vleugels uitvouwen.
- De muisgrijze kniptor is in staat om liggend op de rug omhoog te springen.

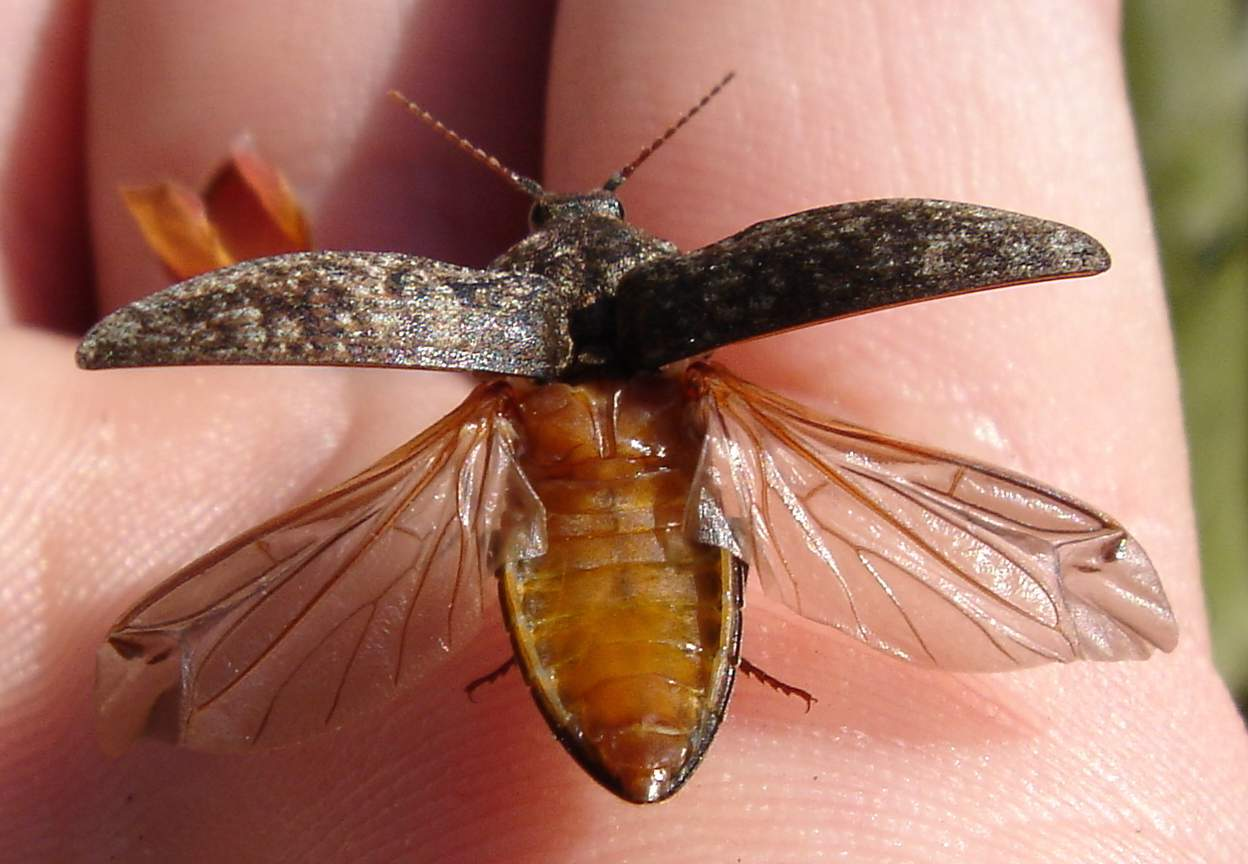
Muisgrijze kniptor met gespreide vleugels
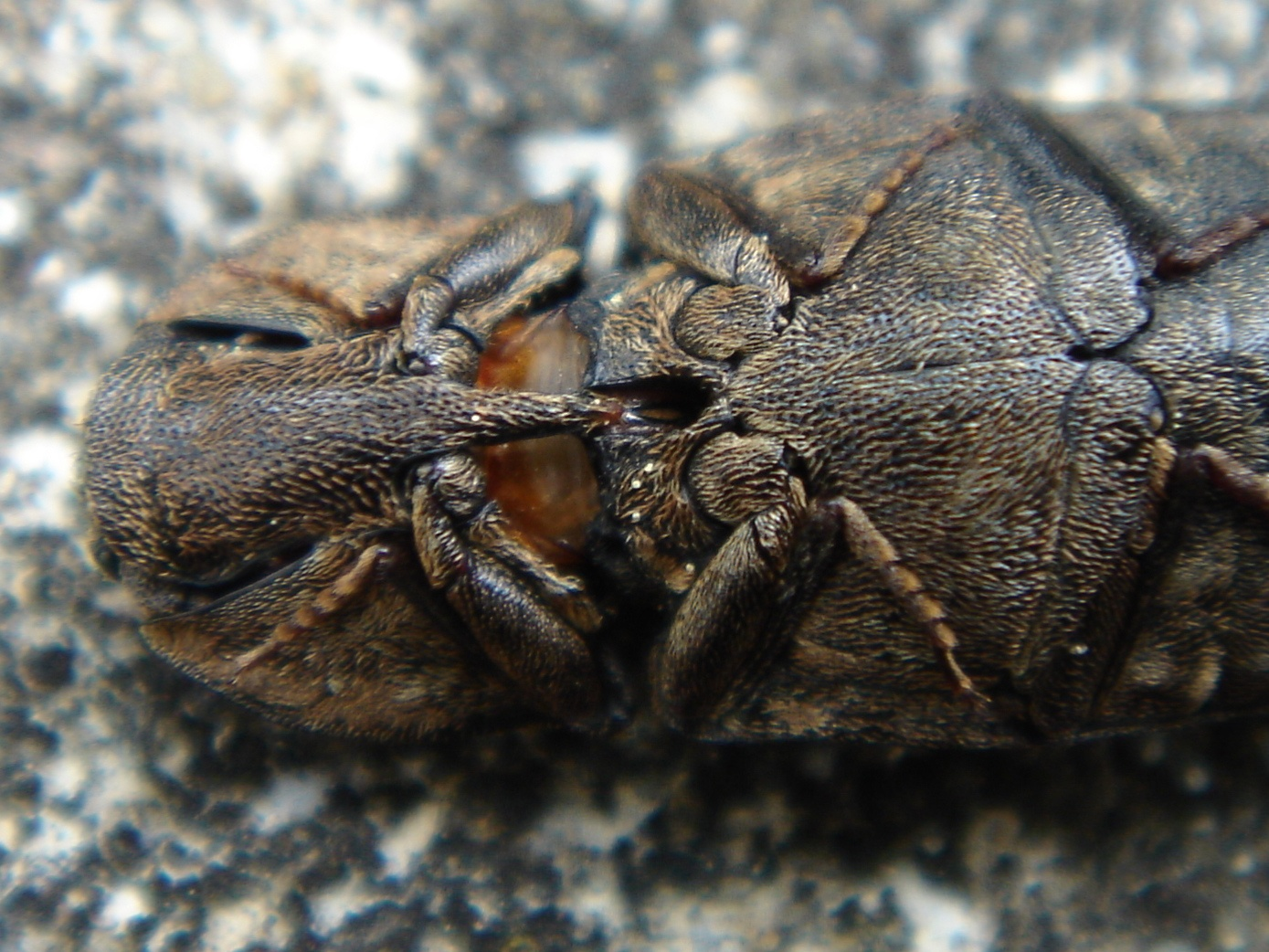
Onderzijde borststuk met de haakvormige bek

De muisgrijze kniptor dankt zijn soortnaam aan de vele kleine grijze en witte vlekjes op zijn donkere lichaam en aan zijn lichte beharing. De poten en antennes zijn roodachtig tot donkerbruin. Volwassen kevers zijn aanzienlijk minder vraatzuchtig dan de larven en voeden zich met plantaardig voedsel, zoals wortels en knollen, bloemen, nectar en bladeren. Zijn voedsel scheurt hij in kleine stukken met behulp van zijn haakvormige bek.

## Verspreiding en habitat
De muisgrijze kniptor komt voor in bergstreken, bosranden en heidevelden van het grootste deel van Europa, in het zuidwesten en oosten van Azië en in het Nearctisch gebied (Noord-Amerika). De volwassen kevers worden voornamelijk aangetroffen in de periode tussen eind april en juni.